# Sinead Kerr
Sinead Houston Kerr (ur. 30 sierpnia 1978 w Dundee) – brytyjska łyżwiarka figurowa startująca w parach tanecznych z bratem Johnem Kerrem, uczestniczka igrzysk olimpijskich (2006, 2010), dwukrotna brązowa medalistka mistrzostw Europy (2009, 2011), medalistka zawodów z cyklu Grand Prix oraz 7-krotna mistrzyni Wielkiej Brytanii (2004–2010). Zakończyła karierę sportową 6 kwietnia 2011 roku.
Cechą charakterystyczną występów rodzeństwa Kerrów stały się reverse lifts, czyli podnoszenia łyżwiarskie, w których to partnerka podnosi partnera.

## Życiorys

### Początki
Urodziła się w Szkocji, w rodzinie pielęgniarki Maeve i lekarza rodzinnego Alastaira Kerr. Ma dwóch młodszych braci: Johna i Davida (chorującego na autyzm).
Kerr rozpoczęła naukę łyżwiarstwa w wieku 9 lat, zaś jej brat krótko po niej. W wieku 8 lat zaczęła uprawiać wrotkarstwo, ale po rozpoczęciu treningów na lodzie i łączeniu obu sportów przez rok poświęciła się łyżwiarstwu figurowemu. Pomimo tego, że brat i ona uprawiali tę samą dyscyplinę, rozpoczęli współpracę dopiero w 2000 roku, mając odpowiednio 20 i 22 lata.

### Kariera sportowa
Kerr rozpoczynała jako solistka. Była w stanie wykonać podwójnego axla i potrójnego toe-loopa, ale tuż po tym, gdy została poproszona o partnerowanie w konkurencji par tanecznych, postanowiła łączyć starty w obu konkurencjach. Jej pierwszym partnerem sportowym w konkurencji par tanecznych został Jamie Ferguson. W debiucie na mistrzostwach Wielkiej Brytanii juniorów zajęła 8. lokatę wśród solistek, zaś ona i Ferguson zdobyli brąz. Zaraz po tym porzuciła konkurencję solistek. Kerr i Ferguson współpracowali sześć sezonów, od 1994 do 2000 roku. Startowali w zawodach międzynarodowych m.in. zajęli 19. miejsce na mistrzostwach świata juniorów 1996 oraz trzykrotnie stawali na podium mistrzostw Wielkiej Brytanii, gdzie zdobyli dwa brązowe (1998, 2000) i jeden srebrny medal (1999).
W 2000 roku nowym partnerem sportowym Kerr został jej młodszy brat John. Rodzeństwo miało podobny styl łyżwiarski, ale ona wykonywała obroty w przeciwnym kierunku niż jej brat, dlatego musiała zmienić technikę. Trenowali u Joan Slater w Edynburgu, zaś w lecie brali lekcje we Włoszech u Roberto Pelizzoli. Para zdobyła srebrny medal mistrzostw Wielkiej Brytanii w 2001 roku, a w kolejnym sezonie brąz. W 2003 roku zdobyli kolejny srebrny medal na mistrzostwach krajowych, ale pomimo tego jesienią stracili dofinansowanie ze strony szkockiej organizacji Sportscotland.
W sezonie 2003/2004 zadebiutowali w zawodach z cyklu Grand Prix, a następnie, tuż po zdobyciu tytułu krajowego, zajęli 10. lokatę na mistrzostwach Europy 2004, co było najlepszym wynikiem brytyjskiej pary tanecznej od czasu występów Jayne Torvill i Christophera Deana.

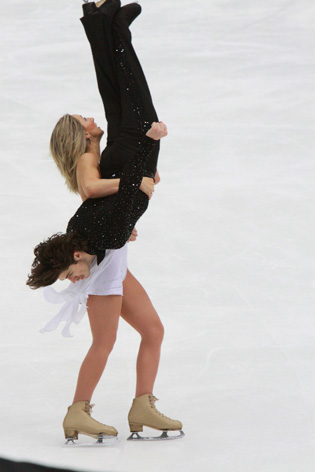
Rodzeństwo Kerrów wykonujące podnoszenie odwrócone, tzw. reverse lift na NHK Trophy 2009

W 2006 roku zakwalifikowali się na Zimowe Igrzyska Olimpijskie 2006 w Turynie, jednak ich przygotowania do debiutu olimpijskiego nie były łatwe. Ze względu na brak funduszy często trenowali na lodowisku publicznym pośród postronnych ludzi. Ich trenerka prosiła innych użytkowników lodowiska, aby poruszali się bliżej band, gdyż para, którą trenuje przygotowuje się do igrzysk. Rodzeństwo Kerrów zajęło na igrzyskach 10. miejsce. Zaprezentowali taniec oryginalny w stylu latino oraz taniec dowolny do piosenek szkockiego zespołu The Porridige Man. Przy choreografii ich tańców w sezonie olimpijskim pomagał im Christopher Dean.
Po igrzyskach, rodzeństwo Kerrów otrzymało wsparcie finansowe ze strony szkockiej organizacji Sportscotland i brytyjskiego UK Sport, który zapowiedział, że chce pomóc im w dokonaniu „wielkiej zmiany” w treningach. Dotychczas trenowali sami w Szkocji lub w Manchesterze z trenerką Slater. Kerrowie stwierdzili, że chcą przenieść swoją bazę treningową do Stanów Zjednoczonych. Ich trenerem został Jewgienij Płatow, dwukrotny mistrz olimpijski (1994, 1998) w parach tanecznych. Rodzeństwo trenowało w Princeton Sports Centre w New Jersey, gdzie za miesiąc dostępu do lodowiska płacili 600 dolarów amerykańskich. W międzyczasie występowali w pokazach łyżwiarskich w Szwajcarii, Niemczech i Stanach Zjednoczonych.
W sezonie 2007/08 rodzeństwo Kerrów po raz pierwszy weszło do pierwszej dziesiątki mistrzostw świata, na których to zajęło 8. miejsce. W kolejnym sezonie Kerrowie zdobyli pierwsze medale zawodów z cyklu Grand Prix, brąz na Trophée Éric Bompard 2008 i Skate America 2008. Następnie szósty raz z rzędu zdobyli złoto na mistrzostwach krajowych, zaś na mistrzostwach Europy 2009 w Helsinkach wygrali brązowy medal. Sezon zakończyli 7. miejscem na mistrzostwach świata.

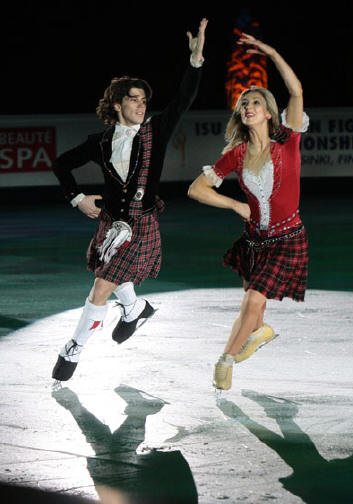
Taniec szkocki na pokazie mistrzów na mistrzostwach Europy 2009

W sezonie olimpijskim 2009/2010 zdobyli brązowy medal na Trophée Éric Bompard 2009 i srebro na NHK Trophy 2009. Po raz pierwszy i jedyny w karierze zakwalifikowali się do finału Grand Prix w Tokio, gdzie zajęli czwartą lokatę. Potem wygrali siódmy z rzędu, a zarazem ostatni w karierze tytuł mistrzów Wielkiej Brytanii. Na mistrzostwach Europy 2010 byli na piątym miejscu, zaś w drugim starcie olimpijskim, tym razem w Vancouver zajęli miejsce ósme. W tańcu oryginalnym zaprezentowali taniec szkocki, który przyniósł im rozpoznawalność w sezonie 2007/08.
Pierwotnie planowali zakończyć karierę po igrzyskach, ale postanowili kontynuować ją w sezonie 2010/2011 prezentując nowy taniec dowolny przerobiony z ich tańca pokazowego, nad którym pracowali z Peterem Tchernyshevem. Miesiąc przed Skate Canada International 2010 Kerr doznała kontuzji barku, ale Kerrowie i tak wzięli udział w zawodach zdobywając srebrny medal. Później z tego samego powodu wycofali się z Cup of Russia 2010. Wrócili do startów na mistrzostwa Europy 2011, gdzie zdobyli drugi w karierze brązowy medal. Rodzeństwo Kerrów zrezygnowało z udziału w opóźnionych mistrzostwach świata 2011 w Tokio z powodu zwichnięcia przez nią barku. Decyzję o zakończeniu kariery sportowej ogłosili 6 kwietnia 2011 roku.
W trakcie swojej kariery rodzeństwo Kerrów było znane z wykonywania tzw. reverse lifts, czyli podnoszeń łyżwiarskich, w których to partnerka podnosiła partnera.

### Życie prywatne
Brała udział w pokazach mody London Fashion Week jako modelka Alexandra McQueena. Wystąpiła w łyżwach na lodowym wybiegu. Ponadto zarówno ona jak i jej brat John okazyjnie występowali jako aktorzy, aby sfinansować swoją karierę łyżwiarską.
31 lipca 2016 roku podczas ceremonii w zamku Dalhousie w Edynburgu Kerr poślubiła kanadyjskiego hokeistę Granta Mashalla. Para poznała się podczas realizacji kanadyjskiego programu Battle Of The Blades, w którym Kerr i Marshall występowali wspólnie jako uczestnicy. Osiedlili się w New Jersey.

## Osiągnięcia

### Z Johnem Kerrem
| Zawody                        | 00–01          | 01–02          | 02–03          | 03–04          | 04–05          | 05–06          | 06–07          | 07–08          | 08–09          | 09–10          | 10–11          |                |                |                |                |                |                |
| Międzynarodowe                | Międzynarodowe | Międzynarodowe | Międzynarodowe | Międzynarodowe | Międzynarodowe | Międzynarodowe | Międzynarodowe | Międzynarodowe | Międzynarodowe | Międzynarodowe | Międzynarodowe | Międzynarodowe | Międzynarodowe | Międzynarodowe | Międzynarodowe | Międzynarodowe | Międzynarodowe |
| ----------------------------- | -------------- | -------------- | -------------- | -------------- | -------------- | -------------- | -------------- | -------------- | -------------- | -------------- | -------------- | -------------- | -------------- | -------------- | -------------- | -------------- | -------------- |
| Igrzyska olimpijskie          |                |                |                |                |                | 10             |                |                |                | 8              |                |                |                |                |                |                |                |
| Mistrzostwa świata            |                |                |                | 14             | 12             | 11             | 11             | 8              | 7              | 5              |                |                |                |                |                |                |                |
| Mistrzostwa Europy            |                |                |                | 10             | 8              | 8              | 5              | 6              | 3              | 5              | 3              |                |                |                |                |                |                |
| GP Finał Grand Prix           |                |                |                |                |                |                |                |                |                | 4              |                |                |                |                |                |                |                |
| GP Cup of China               |                |                |                |                |                |                |                | 5              |                |                |                |                |                |                |                |                |                |
| GP NHK Trophy                 |                |                |                |                |                |                |                | 4              |                | 2              |                |                |                |                |                |                |                |
| GP Cup of Russia              |                |                |                | 9              | 5              |                | 4              |                |                |                | WD             |                |                |                |                |                |                |
| GP Skate America              |                |                |                |                | 5              |                | 5              |                | 3              |                |                |                |                |                |                |                |                |
| GP Skate Canada International |                |                |                |                |                | 7              |                |                |                |                | 2              |                |                |                |                |                |                |
| GP Trophée Éric Bompard       |                |                |                |                |                |                |                |                | 3              | 3              |                |                |                |                |                |                |                |
| Finlandia Trophy              |                |                |                |                |                |                |                |                | 1              | 1              |                |                |                |                |                |                |                |
| Golden Spin of Zagreb         |                |                | 6              |                |                |                |                |                |                |                |                |                |                |                |                |                |                |
| Memoriał Karla Schäfera       |                |                |                | 2              |                |                |                |                |                |                |                |                |                |                |                |                |                |
| Memoriał Ondreja Nepeli       |                |                | 4              |                |                |                |                |                |                |                |                |                |                |                |                |                |                |
| Nebelhorn Trophy              |                |                | 7              | 4              |                |                | 1              |                |                |                |                |                |                |                |                |                |                |
| Krajowe                       |                |                |                |                |                |                |                |                |                |                |                |                |                |                |                |                |                |
| Mistrzostwa Wielkiej Brytanii | 2              | 3              | 2              | 1              | 1              | 1              | 1              | 1              | 1              | 1              |                |                |                |                |                |                |                |

### Z Jamiem Fergusonem
| Zawody                                | 94–95          | 95–96          | 96–97          | 97–98          | 98–99          | 99–00          |                |                |                |                |                |                |                |                |                |                |                |
| Międzynarodowe                        | Międzynarodowe | Międzynarodowe | Międzynarodowe | Międzynarodowe | Międzynarodowe | Międzynarodowe | Międzynarodowe | Międzynarodowe | Międzynarodowe | Międzynarodowe | Międzynarodowe | Międzynarodowe | Międzynarodowe | Międzynarodowe | Międzynarodowe | Międzynarodowe | Międzynarodowe |
| ------------------------------------- | -------------- | -------------- | -------------- | -------------- | -------------- | -------------- | -------------- | -------------- | -------------- | -------------- | -------------- | -------------- | -------------- | -------------- | -------------- | -------------- | -------------- |
| Basler Cup                            |                |                | 5              |                |                |                |                |                |                |                |                |                |                |                |                |                |                |
| Finlandia Trophy                      |                |                |                |                | 6              |                |                |                |                |                |                |                |                |                |                |                |                |
| Lysiane Lauret Challenge              |                |                | 15             |                |                |                |                |                |                |                |                |                |                |                |                |                |                |
| Memoriał Karla Schäfera               |                |                | 9              |                |                |                |                |                |                |                |                |                |                |                |                |                |                |
| Nebelhorn Trophy                      |                |                |                |                | 5              |                |                |                |                |                |                |                |                |                |                |                |                |
| Międzynarodowe: Kategorie młodzieżowe |                |                |                |                |                |                |                |                |                |                |                |                |                |                |                |                |                |
| Mistrzostwa świata juniorów           |                | 19             |                |                |                |                |                |                |                |                |                |                |                |                |                |                |                |
| Olimpijski festiwal młodzieży Europy  | 9              |                |                |                |                |                |                |                |                |                |                |                |                |                |                |                |                |
| Krajowe                               |                |                |                |                |                |                |                |                |                |                |                |                |                |                |                |                |                |
| Mistrzostwa Wielkiej Brytanii         |                |                | 5              | 3              | 2              | 3              |                |                |                |                |                |                |                |                |                |                |                |

## Programy
Sinead Kerr / John Kerr
| Sezon   | Taniec krótki (SD) | Taniec dowolny (FD) |
| ------- | --- | --- |

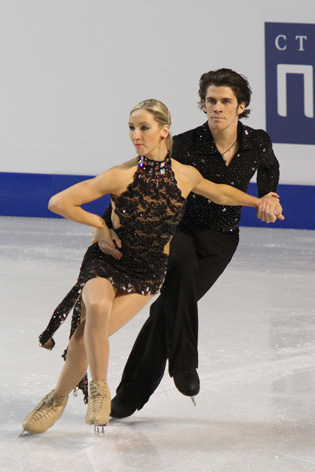
Tango Romantica (CD) na mistrzostwach Europy 2010

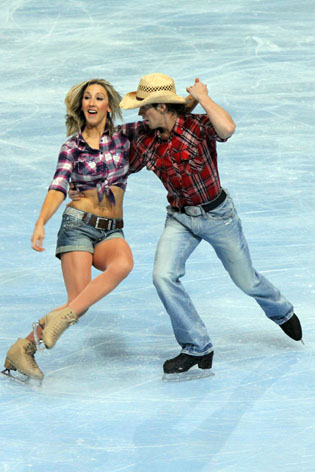
Taniec oryginalny American country na Trophée Éric Bompard 2009

| 2010–11 | - Walc: At Last – Etta James - Quickstep: Shut Up and Let Me Go – The Ting Tings choreografia: Jewgienij Płatow, Robert Royston                                                                                                   | - Exogenesis: Symphony Pt 3 Redemption – Muse choreografia: Peter Tchernyshev                                                                                   |
| Sezon   | Taniec oryginalny (OD) | Taniec dowolny (FD) |
| 2009–10 | - Taniec szkocki: Erin Shore - Taniec szkocki: Auld Lang Syne – Rabbie Burns choreografia: Jewgienij Płatow, Robert Royston - American country: I've Been Everywhere – Johnny Cash choreografia: Jewgienij Płatow, Robert Royston | - Krwlng – Linkin Park choreografia: Jewgienij Płatow, Robert Royston                                                                                           |
| 2008–09 | - Lindy Hop (40s): The Boogie Bumper – Big Bad Voodoo Daddy - West Coast Swing (40s): Minnie The Moocher – Cab Calloway, Irving Mills choreografia: Robert Royston                                                                | - Ruled by Secrecy – Muse choreografia: Jewgienij Płatow |
| 2007–08 | - Taniec szkocki: Erin Shore - Taniec szkocki: Auld Lang Syne – Rabbie Burns choreografia: Jewgienij Płatow | - Enigma medley: - The Landing - Turn Around - Gravity of Love choreografia: Tatjana Druchinina                                                                 |
| 2006–07 | - Tango: Tango Verano Porteno – Raul Garello - Tango: Libertango – Astor Piazzolla | - Ostatni Mohikanin medley – Trevor Jones |
| 2005–06 | - Cha-cha: Speak Up Mambo – A. Castellanos and I. Marin - Rumba: El Raton – Romero - Samba: Batacuda – Carlinhos Brown choreografia: Christopher Dean, JP Deloose                                                                 | - The Porridge Men medley: - Coronach - Gulravage - Planet Porridge choreografia: Christopher Dean, JP Deloose                                                  |
| 2004–05 | - Fokstrot: Baby, It’s Cold Outside – Frank Loesser - Quickstep: Mr. Pinstripe Suit – Scotty Morris choreografia: Jean-Paul Deloose, Philip Askew                                                                                 | - Like I Love You – Justin Timberlake - Cry Me a River – Justin Timberlake - Pop – Justin Timberlake, Wade Robson choreografia: Jean-Paul Deloose, Philip Askew |
| 2003–04 | - Swing: Man with the Hex – Jay Thomson, Atomic Fireballs - Blues: Lover Lies – Jay Thomson, Atomic Fireballs choreografia: Jean-Paul Deloose, Philip Askew                                                                       | - Matrix medley – Rob Dougan choreografia: Jean-Paul Deloose, Philip Askew                                                                                      |